# 沐华平
沐华平（1965年7月—），江苏兴化人。男，汉族。1986年9月参加工作，1984年11月加入中国共产党。南京工学院机械工程系机械制造专业毕业，清华大学精密仪器与机械学系机械学专业博士学位。

## 经历
1982年9月至1986年9月，在南京工学院机械工程系机械制造专业学习。1986年9月至1988年9月，任新疆十月拖拉机厂技术员。1988年9月至1994年6月，在清华大学精密仪器与机械学系机械学专业学习，获博士学位。
1994年6月，任国家科学技术委员会工业科技司计划处干部、主任委员。1996年9月，任国家科学技术委员会直属机关党委办公室副主任（副处级）、直属机关团委副书记、书记，宣传处副处长。1998年8月，任科技部直属机关团委书记（正处级）。
2000年12月，任重庆市科学技术委员会副主任、党组成员。2003年11月，任重庆市人民政府副秘书长、办公厅党组成员（正厅局级）。2007年2月，任重庆市信息产业局党组书记、局长。2009年3月，任重庆市经济和信息化委员会党组书记、副主任。2010年7月，任重庆市经济和信息化委员会主任、党组书记。2013年11月，任中共重庆市渝北区委书记。2016年5月，任重庆市人民政府副市长。

## 落马
2017年10月9日，中共中央纪委和中共中央政治局常委会决定对沐华平立案审查。沐华平严重违反党的多项纪律和规定，决定给予其留党察看二年、行政撤职处分，由副部级降为副厅级非领导职务，终止其中共十九大代表资格，按程序免去重庆市第四届人大代表职务。次月被免去重庆市副市长职务。